# Villas de Bao Dai
Les villas du pont de pierre (dites aussi villas de Bao Dai) forment un groupe de cinq villas de style colonial français, construites en 1923-1925 au Viêt Nam (alors en Indochine française) à six kilomètres au sud du centre-ville de la cité balnéaire de Nha Trang, dans la province de Khanh Hoa. Elles constituent aujourd'hui un site d'attraction touristique de la ville de Nha Trang, à l'instar de l'Institut océanograhique de Nha Trang (en) construit en même temps et à proximité.

## Historique
Ces villas ont été construites sur un promontoire de 120 000 m2 surplombant la mer de Chine méridionale et bénéficiant toute l'année d'une agréable brise. Elles portent le nom de villa des Agaves (Xương Rồng), villa des Badamiers (Cây Bàng), villa des Bougainvillées (Bông Giấy), villa des Flamboyants (Phượng Vĩ) et villa des Frangipaniers (Bông Sứ).
Le premier propriétaire de la villa des Agaves est un Allemand, le docteur Krempt, qui dirige l'Institut océanographique de Nha Trang. La villa accueille entre 1940 et 1945 le roi Bao Dai et la reine Nam Phuong. Après le partage du Viêt Nam faisant suite aux accords de Genève, les Agaves et les Frangipaniers sont mises à la disposition du président Ngo Dinh Diem et Madame Nhu, belle-sœur du président, y accueille les hôtes importants de la république du Viêt Nam.
Après l'invasion du Sud Viêt Nam par le Nord Viêt Nam communiste en 1975, le groupe des cinq villas est nationalisé et sert de base touristique pour les congés payés des ouvriers méritants.
Rebaptisées dans les années 1990 « villas de Bao Dai », les maisons servent aujourd'hui d'hôtel de luxe avec quarante-huit chambres ou suites, deux restaurants, des courts de tennis et un petit port de bateaux de croisière pour visiter les îles de la baie.

## Source
- (vi) Cet article est partiellement ou en totalité issu de l’article de Wikipédia en vietnamien intitulé « Biệt điện Cầu Đá » (voir la liste des auteurs).